# Herodot
Heródot (starogrško Ἡρόδοτος, latinizirano: Heródotos), starogrški zgodovinar, * okoli 485 pr. n. št., Halikarnas, (sedaj Bodrum, Turčija), † okoli 420 pr. n. št., verjetno Atene ali Turioi, južna Italija.

## Življenje in delo
Herodot je napisal zgodovino perzijskega vdora v Grčijo v zgodnjem 5. stoletju pr. n. št., poznano s preprostim naslovom Herodotove zgodbe. To delo so kmalu po objavi sprejeli kot novo obliko književnosti. Pred Herodotom so obstajali letopisi in epi, ki so ohranjali znanje o preteklosti. Herodot je bil prvi, ki ni samo zapisoval preteklost ampak jo je obravnaval kot filozofski problem, oziroma kot raziskovalni projekt, ki prinaša znanje človeškega obnašanja. Njegovo delo mu je prisodilo naziv »očeta zgodovine« in »zgodovina«, beseda, ki jo je pri svojem dosežku uporabil je pridobila svojo sodoben hkratni pomen, prej pa je pomenila preprosto »raziskovanje«. Vseeno pa ga v nasprotju s tem veliko zgodovinarjev in filozofov, ki gledajo na njegova poročila in orise bolj dvomljivo, naslavlja drugače, kot »očeta laži«.
Zgodbe so večkrat napadli v antiki zaradi pristranosti, nenatančnosti in plagiatstva. Podobno so ga napadli sodobni učenjaki, ki dokazujejo, da je Herodot pretiraval pri obsežnosti svojih potovanj in ponarejal vire. Naklonjenost do njegove natančnosti se je povečala v zadnji polovici stoletja. Danes ga ne smatrajo samo za začetnika zgodovine, ampak tudi etnografije in antropologije.
Zgodbe, objavljene med letoma 430 pr. n. št. in 424 pr. n. št., so razdelili poznejši uredniki v devet knjig in jih imenovali po muzah. Prvih šest knjig obravnava rast perzijske države. Začnejo se s poročilom o Krezu iz Lidije, prvem azijskem monarhu, ki je osvojil grške mestne države in zahteval davke. Kreza je premagal Kir II. Veliki, ustanovitelj perzijske države. Prvih šest knjig se konča s koncem Perzijcev v letu 490 pr. n. št. z bitko pri Maratonu. Bitka je bila prva zapreka pri njihovem razvoju države. Zadnje tri knjige Zgodb opisujejo poskus perzijskega kralja Kserksesa I. Velikega, da bi maščeval perzijski poraz pri Maratonu in prevzel Grčijo v perzijsko državo. Zgodbe se končajo v letu 479 pr. n. št., ko so bili perzijski zavojevalci uničeni v bitki pri Platajah in se je meja perzijske države pomaknila na obalo Egejskega morja v Mali Aziji.
O Herodotovem življenju vemo, da so ga po njegovem sodelovanju v neuspešnem prevratu zoper vladajočo dinastijo pregnali iz Halikarnasa in se je umaknil na otok Samos. Verjetno se ni nikoli več vrnil v Halikarnas, čeprav je bil v Zgodbah zelo ponosen na svoj rojstni kraj in na karijsko kraljico Artemisio. Verjetno je v izgnanstvu odšel na potovanja, ki jih je opisal v Zgodbah. Potoval je v Egipt, do prvega Nilovega katarakta, v Babilon, v Ukrajino, v Italijo in Sicilijo. Herodot je omenil pogovor s poročevalcem v Šparti in je po vsej verjetnosti živel nekaj časa v Atenah. V Atenah se je obregnil ob ustno izročilo odličnih družin, še posebej ob družino Alkmenoidov, kateri je po materini strani pripadal Periklej. Atenci tujcev kot državljane niso sprejeli. Ko so leta 444 pr. n. št. Atene podprle kolonijo Turioi na jugu Italije, je Herodot postal tamkajšnji naseljenec. Ali je umrl tam ni zagotovo.
Herodot je postal logios, pripovedovalec proze logoi ali zgodb. Zgodbe so vsebovale pripovedi iz bitk, druge zgodovinske pripetljaje in čudesa tujih dežel. Obhodil je grška mesta in glavna verska ter športna praznovanja. V zameno za plačilo je ponujal svoj nastop. Leta 431 pr. n. št. je izbruhnila 2. peloponeška vojna med Atenami in Šparto. Mogoče ga je ta spor, ki je razdelil grški svet navdihnil, da je začel zbirati svoje zgodbe v nepretrgan oris Zgodb in se osredotočil na razvoj perzijske države, katero so s skupnimi močmi ustavile Atene in Šparta.

## Zgodbe

### Uvod in prva knjiga (Klio)
V kratkem uvodu avtor pove, da želi govoriti o spomina vrednih dejanjih Grkov in 'Negrkov' in razkriti vzroke bitk med Heleni in barbari. A čeprav išče na začetku prve knjige te vzroke najprej v mitu, navaja v nadaljevanju kot pravi razlog za antagonizem podjarmljenje maloazijskih Grkov po kraljih Lidije. To ga privede do zgodovine lidijske monarhije od Gigesa dalje, zlasti pa na poslednjega kralja Kroisa, ki ga je premagal perzijski kralj Kir II. Veliki. V odstavku, ki govori o Kroisu in omenja njegove zveze z Delfi, so vpletene važni odlomki iz zgodovine Aten in Šparte. Po porazu Lidije preide Herodot na začetke Kirove univerzalne monarhije, dalje  na države Orienta, asirsko, babilonsko in medijsko, iz katere zraste Perzija. Pisec govori na široko o običajih in notranjih razmerah Perzije, zlasti pa izčrpno popisuje tri poglavitne Kirove vojne: pohod zoper azijske Grke in njihovo podreditev, pohod zoper Babilon, kar mu daje priložnost za opis tega mesta, in pa vojno zoper Masagete, ko Kira doleti smrt.

### Druga knjiga (Evterpa)
Kirov sin in naslednik Kambiz II. se dvigne z vojsko zoper Egipt. Tu ima Herodot priliko za najdaljšo digresijo, ki obsega vso drugo knjigo: v prvi polovici opisuje na podlagi avtopsije ta 'čudežni dar Nila', kakor imenuje Egipt, njegove ogromne stavbe, šege in običaje, religijo in kult; druga polovica pa obravnava zgodovino faraonov.

### Tretja knjiga (Talija)
Šele tretja knjiga nadaljuje zgodovino Perzije. Pripoveduje o porazu Egipta, Libije, Kirene, o Kambizovi smrti, o vladi lažnega Smerdisa, o zaroti sedmih perzijskih plemičev zoper maga, dalje o nastopu Dareja I.. Nato podaja pregled o politično-ekonomski ureditvi Perzije, zlasti o teritorialni podelitvi, o davčnih okrožjih velikanskega ozemlja. Pove tudi nekaj o Indiji, Arabiji, Etiopiji, o njih favni in flori, klimatskih razmerah in naravnih zakladih. Ta knjiga se zaključi z zgodbo o usodi Polikrata, z Darejevim pohodom zoper Samos, z uporom Babiloncev in drugim zavzetjem Babilona.

### Četrta knjiga (Melpomena)
Četrta knjiga obravnava Darejev pohod zoper Skite, ki so prebivali ob spodnji Donavi, Dnepru in Donu. Tudi tu pisec izrabi priložnost za obsežen etnografski opis Skitov, dalje ljudstev severno-zahodne Evrope in sosednjih dežel Azije. Čeprav se pohod ponesreči, je vendarle pomenljiv, ker Perzijcem prvikrat odpre pot v Evropo. Istočasno z vojno zoper Skite so Perzijci pripravljali pohod nad ljudstva, ki so prebivala ob severnem robu Afrike, in to da Herodotu povod za prikaz zgodovine grških kolonij v Libiji, predvsem Kirene. Ob tem opisuje način življenja in običaje libijskih plemen.

### Peta knjiga (Terpsihora)
Peta knjiga se začenja z osvojitvami Perzijcev v Evropi (Trakija, Makedonija), v glavnem pa vsebuje zgodovino neuspele vstaje maloazijskih Joncev, ki so jih podpirale Atene in Eretrija. Z jonskim uporom stopi odločilni boj med Grki in Perzijci v novo fazo. Potovanje Aristagore v Šparto daje piscu priložnost, da nadaljuje zgodovino grških držav od tod dalje, kjer je prenehal v prvi knjigi. Zlasti živo riše nagli razcvet Aten pod Pejsistratom.

### Šesta knjiga (Erato)
Vsebina šeste knjige sta dva Darejeva maščevalna pohoda zoper Grčijo: prvi se razbije ob Atosu – namenjen je bil Atenam in Eretriji -, drugi, pod vodstvom Datisa in Artaferna, se izjalovi pri Maratonu. Herodot poda tudi opis razmer in medsebojnih sporov grških držav. Knjiga se konča z zmago pri Maratonu.

### Sedma knjiga (Polihimnija)
Sedma knjiga vsebuje opis silnih perzijskih priprav, pohod neštetih vojska skozi Azijo v Evropo, dalje opis (po poreklu) vseh ljudstev in plemen, ki so bila udeležena, in o vrstah orožja. Heleni si pod hegemonijo Šparte zaman prizadevajo, da bi si zagotovili pomoč Gelona Sirakuškega. To priliko porabi Herodot za to, da opiše boje Grkov v južni Italiji in na Siciliji med seboj in s Kartaginci, potlej pa zopet povzame glavno nit in odvija perzijski pohod skozi Trakijo, Makedonijo, Tesalijo, Termopile, Leonida, Efialt.

### Osma knjiga (Uranija)
V začetku osme knjige je oris pomorske bitke pri Artemisiju. V nadaljevanju opisuje pustošenje Perzijcev po grškem ozemlju: osvojitev Aten, požig akropole, bitko pri Salamini, Temistoklesa, Kserksesov beg, Atene, ko odbijejo Mardoniovo ponudbo zavez.

### Deveta knjiga (Kaliopa)
Deveta knjiga vsebuje izid velike vojne na grških tleh. Večji del knjige zavzema nazorni oris bitk pri Platajah in Mikali. Usvojitev Sesta je poslednji dogodek, ki ga omenja Herodot. Delo se zaključuje s pogledom nazaj na Kira in na začetek mogočne perzijske vojaške sile, ki se je uklonila malemu, svobodoljubnemu narodu Helenov.